# Egilmar Ier
Pour les articles homonymes, voir Egilmar.
Egilmar Ier (fl. 1091 × 1108) est le premier comte d'Oldenbourg connu.

## Biographie
Egilmar Ier est l'ancêtre de la maison d'Oldenbourg. D'après une tradition de l'abbaye de Rastede, il est le neveu et l'héritier d'un certain comte Huno. Ses origines exactes sont incertaines : il pourrait être issu de Frise, de l'Ammerland, du Wildeshausen Geest ou de l'Osnabrücker Nordland.
En tant que comte, il semble avoir principalement dominé la région de Wildeshausen. Il est mentionné en 1108 comme « Egilmarus comes in confinio Saxonie et Frisie » (« Egilmar, comte aux confins de la Saxe et de la Frise »). S'il possède déjà la ville d'Oldenbourg, elle n'est pas encore le centre du pouvoir de la dynastie.

## Mariage et descendance
Egilmar et son épouse Richenza ont deux fils :
- Egilmar II, comte d'Oldenbourg ;
- Christian, tué en 1153 à Östrignsfelde en affrontant les Frisons.

En ligne patrilinéaire directe, il est l'ancêtre de plusieurs princes et princesses européens comme le tsar Nicolas II de Russie, le roi de Norvège Harald V et son fils Haakon ou encore le prince consort Philip Mountbatten avec sa descendance dont le roi Charles III et ses fils, le prince héritier William et le prince Harry.